# JOUR (雑誌)
『JOUR』（ジュール）は、双葉社が発行する日本の女性向け月刊漫画雑誌。

## 概要
1985年、『Jour（ジュール）』として創刊。
2000年、『Jourすてきな主婦たち』に誌名を変更したのち、2021年からは誌名を『JOUR』に戻している。発売日は発行月の前月2日。
読者層は出版社の広告向け資料によれば2008年の時点で25歳以上の読者が9割近くを占めており、当時の当雑誌は「25歳以上の既婚女性」向けを謳っていた。2011年の時点では31歳以上の読者が9割近くを占めるようになっており、当雑誌は「30歳以上の既婚女性」向けを謳うようになっている。
25歳以上の既婚女性を主な読者層に持つレディースコミック誌。創刊時のキャッチフレーズは「愛の予感いっぱいの女性コミック誌」で、大人の恋愛をテーマとした作品を中心に掲載。現在は、毎号ごとに恋愛や家事、育児、介護など、既婚女性に身近なテーマの読切作品を集めた特集を中心に編集されている。キャッチフレーズは「明日の私はもっと元気! 女性の人生、応援します!」。
編集部員は20代・30代・40代・50代・60代と全世代が揃っていて、その全世代の部員が『女性が読んで「気持ちいい」と思えるマンガ』を作家と共に追い求め奮闘していると、2014年よりJOUR編集部に10年在籍し昨年編集長に就任した瓶子大介（）が各出版社がリレー式で担う編集長コラムで綴っている（2024年9月時点）。

### 沿革
- 1985年4月8日 - 『Jour（ジュール）』創刊号発売。創刊号は1985年5月号。発売日は前月8日。
- 2000年8月2日 - 『Jourすてきな主婦たち[注釈 1]』に誌名を変更。発売日を前月2日に変更。
- 2015年4月21日 - WEBコミックサイト『JourSister』オープン。
- 2021年1月9日 - 誌名を『JOUR』に戻す。

## 主な執筆陣
- 大谷博子
- 金子節子
- 風間宏子
- 河あきら
- ぬまじりよしみ
- 入江紀子
- 小丸ナリコ
- 坂田靖子
- 庄司陽子
- 高口里純
- 名香智子
- のがみけい
- 星野めみ[5]
- 本田恵子
- わたなべまさこ
- 星崎真紀

## 姉妹誌・増刊誌
ami Jour（アミ ジュール）
1986年に創刊。月刊。若い女性を対象としたヤングレディースコミック誌。発売日は前々月25日。1994年に休刊。
ミステリーJour special（ミステリー ジュール スペシャル）
不定期刊。
Comic 魔法のiらんど（コミックまほうのあいらんど）
2007年1月24日に、『ジュール すてきな主婦たち』の増刊として創刊、2010年9月号を最後に休刊した月刊誌。発売日は前々月24日。魔法のiらんど社が運営するコミュニティサイト「魔法の図書館」と提携し、ケータイ小説のコミック化作品を掲載していた。

## ドラマ化
2020年10月から12月まで、アキヤマ香の『片恋グルメ日記』がTOKYO MXのドラマニア!枠でドラマが放送された。
2022年7月から9月まで、星崎真紀の『魔法のリノベ』がカンテレ制作・フジテレビ系列の「月曜夜10時枠の連続ドラマ」枠でテレビドラマ化が放送された。
2025年7月から、榊こつぶの『北くんがかわいすぎて手に余るので、3人でシェアすることにしました。』がカンテレ制作・フジテレビ系列の「火ドラ★イレブン」枠でテレビドラマ化が放送予定。